# Benjamin Freudenthaler
Benjamin Georg Freudenthaler (* 16. April 1989 in Schenkenfelden) ist ein ehemaliger österreichischer Fußballspieler auf der Position eines Stürmers und Mittelfeldspielers.

## Karriere

### Jugend
Freudenthaler begann seine Karriere im Jahre 1996, etwa drei Monate nach seinem siebenten Geburtstag, im Nachwuchsbereich der Union Schenkenfelden in oberösterreichischen Marktgemeinde Schenkenfelden im Mühlviertel. Nachdem er bei der Union mehrere Jugendspielklassen durchlaufen war, kam er im August 2002 als Kooperationsspieler zum LASK in die oberösterreichische Landeshauptstadt. Dort blieb er beim ersten Mal bis Juni 2003, ehe er für zwei Monate wieder bei seinem Heimatverein aktiv war. Bis 2005 lief dies einige weitere Male gleich ab. Ab 2005 spielte er darauf weiterhin in der Jugend der Union Schenkenfelden, von wo aus er zuerst an die Fußballakademie Linz wechselte und danach zur Sommerpause vor der Saison 2006/07 ein weiteres Mal zum LASK kam. In der Spielzeit 2006/07 mit 17 Treffern noch Torschützenkönig der von Toto gesponserten U-19-Jugendliga gab er bald darauf sein Ligadebüt für die Linzer Athletiker.

### Vereinskarriere
Nachdem er von 2007 bis 2008 bereits für die SPG LASK/ESV Wels aktiv gewesen war, gab er sein österreichischen Bundesliga-Debüt schließlich am 27. September 2008 beim 2:0-Heimsieg über die Kapfenberger SV. Im Spiel wurde Freudenthaler in der 90. Spielminute für Christian Mayrleb eingewechselt. Bis zu seinem leihweisen Abgang nach Lustenau kam Freudenthaler in acht Bundesligaspielen zum Einsatz. Neben seinem Engagement bei der Bundesligamannschaft des LASK war er von 2008 bis 2009 auch noch für die zweite Mannschaft, die SPG LASK II/Schwanenstadt im Einsatz.
Im Sommer 2009 wurde bekanntgegeben, dass Freudenthaler leihweise für ein Jahr zum SC Austria Lustenau in die zweithöchste österreichische Spielklasse, die Erste Liga, wechselt. Dort absolvierte er 30 Ligaspiele, sowie drei ÖFB-Cup-Spiele, bei denen er insgesamt auf einen Treffer kam. Diesen, welcher außerdem sein erster Profitreffer war, erzielte er am 7. August 2009 beim 4:0-Auswärtserfolg über den SKN St. Pölten, als er nach 26 Minuten seine Mannschaft mit 1:0 in Führung schoss. Assistgeber war in diesem Fall Edin Salkić, der während des Spiels noch zwei weitere Torvorlagen für sich verbuchen konnte.
Im Sommer 2010 wurde er vom LASK abermals verliehen, diesmal zum Zweitligaaufsteiger SV Grödig. Seit Sommer 2012 spielt er beim FC Admira Wacker Mödling. Der Vertrag wurde am 21. Jänner aufgelöst. Danach nahm ihn LASK unter seine Fittiche. Nach vier Jahren bei der Sportunion Bad Leonfelden beendete er im Sommer 2024 seine Fußballerlaufbahn.

### International
Des Weiteren sammelte Freudenthaler bereits Erfahrung bei der Österreichischen U-19-Auswahl, für die er insgesamt zwei Spiele absolvierte. Ende August 2009 wurde er von Trainer Hermann Stadler bezüglich des traditionellen Vier-Nationen-Turniers (Deutschland, Italien, Schweiz und Österreich) erstmals für die U-20-Nationalmannschaft nominiert. Dabei wurde Freudenthaler am 8. September im Spiel gegen die Schweizer U-20-Mannschaft die volle Spieldauer eingesetzt. Bei diesem Spiel, welches in Frauenfeld ausgetragen wurde, erzielte der junge Mittelfeldakteur aus rund 25 Metern das einzige Tor für Österreich; das Spiel endete in einem 1:1-Remis, nachdem die Österreicher mehrere Chancen die Führung zu erhöhen ausließen.

## Erfolge
- Torschützenkönig der U-19-Jugendliga in der Saison 2006/07: 17 Tore
- teaminterner Torschützenkönig in der Saison 2007/08: 8 Tore (SPG ASK Linz/ESV Wels)
- teaminterner Torschützenkönig in der Saison 2008/09: 10 Tore (SPG LASK/Schwanenstadt)

## Privates
Hauptberuflich ist Freudenthaler seit seinem Rückzug aus dem Profifußball seit zirka 2016 als Polizist tätig.